# Спортивный зал Уханя
Спортивный зал Уханя (кит. упр. 武汉体育中心体育馆) — крытое спортивное сооружение в Ухане, КНР. Вместимость — 13 тыс. человек. В основном принимает соревнования по баскетболу и волейболу. В 2011 году арена принимала Чемпионат Азии по баскетболу. Спортивный зал является частью комплекса Уханьского спортивного центра (кит. упр. 武汉体育中心体育场).